# Irma La Douce (musical)
Irma la douce és un musical francès de 1956, amb música de Marguerite Monnot i lletres i llibret d'Alexander Breffort. El musical es va estrenar a París el 1956. Va ser produït posteriorment al West End de Londres el 1958 i a Broadway, per David Merrick, el 1960. Les lletres i el llibret en anglès (1958) són de Julian More, David Heneker i Monty Norman.

## Produccions
El musical es va estrenar al Théâtre Gramont de París el 12 de novembre de 1956, on va funcionar durant quatre anys. Va ser produït al West End al Lyric Theatre, i estrenar-s'hi el 17 de juliol de 1958. S'hi van realitzar 1.512 representacions durant tres anys. La producció del West End va ser dirigida per Peter Brook amb coreografia de John Heawood i protagonitzada per Keith Michell com Nestor, Elizabeth Seal com Irma i Clive Revill.
Irma La Douce es va estrenar a Broadway al Plymouth Theatre (ara Gerald Schoenfeld Theatre) el 29 de setembre de 1960, es va traslladar al Alvin Theatre el 30 d'octubre de 1961 i es va tancar el 31 de desembre de 1961 després de 524 representacions. La producció va ser dirigida per Peter Brook amb coreografia d'Onna White. Michell, Seal i Revill van repetir els seus papers en la producció londinenca. Stuart Damon i Fred Gwynne també van participar.
Una versió mexicana va ser produïda el 1962. Va ser protagonitzada per la superestrella del cinema mexicà Silvia Pinal i l'actor Julio Alemán. La producció va estar representada al Teatre dels Insurgents de Ciutat de Mèxic.
La història es va convertir en una pel·lícula no musical del mateix títol el 1963, dirigida per Billy Wilder protagonitzada per Jack Lemmon i Shirley MacLaine.
El teatre 42nd Street Moon de San Francisco va presentar un concert escenificat del 25 de setembre al 12 d'octubre de 2008. Alison Ewing va protagonitzar Irma amb Kyle Payne en el doble paper de Nestor-Le-Fripé/Oscar i Bill Fahrner com a Bob-Le-Hotu, el narrador. Va ser dirigida per Greg MacKellan, i Linda Posner va coreografiar-la.

## Argument
Irma La Douce és una prostituta d'èxit que viu a París. Un pobre estudiant de dret, Nestor le Fripé, se'n enamora i està gelós dels seus clients. Per quedar-se-la per ell mateix, assumeix la disfressa d'un home gran i ric, «Oscar», i pren moltes feines. Finalment, ja no pot mantenir la seva vida esgotadora, «mata» Oscar, és condemnat per assassinat i és transportat a la colònia penal de l'Illa del Diable. Escapa i torna a París i demostra que és innocent. Ell i l'Irma es retroben.

## Cançons (versió anglesa)
| Acte I - «Valse Milieu»—Bob-Le-Hotu - «Sons of France»—Els Nois, Polyte-Le-Mou i Inspector de Policia - «The Bridge of Caulaincourt»—Irma-La-Douce i Nestor-Le-Fripe - «Our Language of Love»—Irma-La-Douce i Nestor-Le-Fripe - «She's Got The Lot»—Inspector de Policia i Admiradors d'Irma - «Our Language of Love (Reprise)»—Irma-La-Douce - «Dis-Donc»—Irma-La-Douce - «Le Grisbi is le Root of le Evil in Man»—Bob-Le-Hotu, Nestor-Le-Fripe i els Nois - «Wreck of a Mec»—Nestor-Le-Fripe - «That's a Crime»—Bob-Le-Hotu, Nestor-Le-Fripe i els Nois | Acte II - «The Bridge of Caulaincourt (Reprise)»—Irma-La-Douce i Nestor-Le-Fripe - «From a Prison Cell»—Nestor-Le-Fripe i els Nois - «Irma-la-Douce»—Irma-La-Douce - «There Is Only One Paris for That»—Nestor-Le-Fripe, els Nois i Presoners - «The Freedom of the Seas»—Nestor-Le-Fripe i els Nois - «There Is Only One Paris for That (Reprise)»—Nestor-Le-Fripe i els Nois - «Our Language of Love (Reprise)»—Irma-La-Douce - «But»—Nestor-Le-Fripe, Inspector de Policia, un Inspector d'Hisenda, M. Bougne i Polyte-Le-Mou - «Christmas Child»—The Company |

## Premis i nominacions

### Producció original de Broadway
| Any  | Premi      | Categoria                              | nominat          | Resultat   |
| ---- | ---------- | -------------------------------------- | ---------------- | ---------- |
| 1961 | Premi Tony | Millor Musical                         | Millor Musical   | nominat    |
| 1961 | Premi Tony | Millor Actriu Protagonista de Musical  | Elizabeth Seal   | GUANYADORA |
| 1961 | Premi Tony | Millor Actor de Repartiment de Musical | Clive Revill     | nominat    |
| 1961 | Premi Tony | Millor Direcció de Musical             | Peter Brook      | nominat    |
| 1961 | Premi Tony | Millor coreografia                     | John Heawood     | nominat    |
| 1961 | Premi Tony | Millor director musical                | Stanley Lebowsky | nominat    |
| 1961 | Premi Tony | Millor Vestuari                        | Rolf Gerard      | nominat    |